# Desflurano
Desflurano é um fármaco utilizado em medicamentos como anestésico geral. É um anestésico inalatório, á base de éter. No passado, eram utilizados metoxipropano, tricloroetileno, clorofórmio, mas foram substituídos na prática clínica pela série dos ‘’fluranos’’, desflurano, sevoflurano, isoflurano, enflurano pois apresentam menos efeitos adversos e não são inflamáveis Possui potência baixa, em pacientes adultos, de 30 a 60 anos e sua CAM (concentração alveolar mínima) capaz de inibir a resposta de movimento a estímulo nociceptivos é cerca de 6%.

## Farmacocinética
A velocidade da indução e da progressão da anestesia são determinadas pelo coeficiente de participação do sangue:gás, ou seja, solubilidade no sangue, e o coeficiente de participação gordura:sangue, que significa solubilidade lipídica. O desflurano é pouco solúvel no sangue e nos tecidos orgânicos, resultando em indução e recuperação da anestesia mais rápidas, devido essa característica está sendo cada vez mais utilizado em procedimentos cirúrgicos pequenos, com alta no mesmo dia. Não é um fármaco muito metabolizado e mais de 99% são eliminados pelo pulmão de forma inalterada.

## Farmacodinâmica
Não altera a função renal, é pouco metabolizado, e quase totalmente eliminado por via pulmonar, é considerado um anestésico bem tolerado, com estabilidade considerável.
Ação sobre o sistema cardiovascular: dependendo da dose aumenta a frequência cardíaca e leva a diminuição da pressão arterial média.
Função hepática e função renal: em relação a outros anestésicos é o que oferece menos dados hepáticos e renais, mostrando que pode ser utilizado mesmo na presença de doença hepática ou renal, em decorrência a sua degradação metabólica mínima.
Ação sobre o sistema nervoso:  tem ação imobilizante preferentemente sobre a medula espinhal e ação amnésica e hipnótica sobre o cérebro, o desflurano não provoca convulsões.
Metabolismo e toxicidade: a toxicidade de um anestésico está diretamente relacionada ao metabolismo desses agentes. Os halogênios fluorados quando metabolizados podem produzir o íon flúor (F- ) que em si é tóxico, porém as ligações carbono-fluor do desflurano são bem estáveis, ou seja, sua molécula não é facilmente alterada na presença de agentes físicos.
Sistema respiratório: o desflurano é um broncodilatador, com forte irritabilidade respiratória, devido a essas características não são usados para indução anestésica.

## Características gerais
Descrição: Extremamente volátil, não inflamável, e não explosivo em concentrações clínicas.
Solubilidade: Insolúvel em água e solúvel em solventes orgânicos.
Armazenamento: Deve ser armazenado em garrafas rigorosamente herméticas.

## Uso clínico
Amplamente utilizado em cirurgias ambulatoriais devido ao rápido início de sua ação e recuperação anestésica. Porém, por irritar as vias respiratórias dos pacientes despertos, a anestesia é induzida com um agente intravenoso, e o desflurano é administrado para mantê-la.

## Cuidados necessários
Aumentos rápidos na concentração de desflurano têm efeito significativo na frequência cardíaca, o aumento da concentração de 4% a 8 % em menos de um minuto pode resultar a uma duplicação da frequência cardíaca e da pressão arterial.

## Estereoquímica
O desflurano é um racemato, isto é, uma mistura 1: 1 dos dois enantiómeros seguintes:
| Enantiômero de Desflurano | Enantiômero de Desflurano |
| ------------------------- | ------------------------- |
| (R)-Enantiômero           | (S)-Enantiômero           |